# Tatér z Osvětimi (kniha)
Tatér z Osvětimi je první publikovanou knihou novozélandské spisovatelky Heather Morrisové. Tento román napsaný podle skutečného příběhu byl vydán roku 2018 nakladatelstvím CPress. Příběh je sepsán podle očitého svědectví muže, který přežil Osvětim. Nejedná se o přesný popis událostí, které se staly během holocaustu, některé události jsou zjednodušené a některé rozhovory fiktivní. Je však nepochybné, že 70 let staré události, které jsou v knize odhalovány, se převážně staly tak, jak je autorka popisuje. 

## Děj
Tato kniha vypráví příběh slovenského Žida Ludvíka („Lalea“) Eisenbergra, který po válce přijal příjmení Sokolov. Jedná se o příběh z období 2. světové války, který se odehrává za branami koncentračního tábora Osvětim-Březinka. 
Příběh začíná 23. dubna 1942, kdy Lale nasedá do transportu směr Osvětim II.-Březinka. Po příjezdu prochází zpracováním, je mu na předloktí vytetováno číslo 32407, je ubytován v bloku číslo 7, ve velkém baráku s trojitými palandami a je mu přidělena práce pokrývače. 
Po několika týdnech se Lale nakazí tyfem. Z káry, kam házejí mrtvé a umírající vězně, ho zachrání Pepan, tatér, který tetuje čísla nově příchozím vězňům. Pepan Laleovi zařídí, že bude pracovat s ním. Tím se z Lalea stává pomocný tatér. 
V červnu roku 1942 přivedli na Laleovo pracoviště několik žen z Osvětimi, kterým bylo třeba předělat číslo. Zde se Lale poprvé setkává s Gitou, jeho budoucí ženou.
O několik týdnů později Pepan zmizí a Lale se stává hlavním tatérem. Tím se jeho život v táboře podstatně zlepší, je mu přidělen vlastní pokoj a extra příděly jídla. Jeho nadřízeným se stává esesák Baretski. 
O nedělích měli vězni volno, mohli se celý den potloukat po táboře. A právě v tento den Lale podruhé spatřil Gitu. Pokukovali po sobě a usmívali se na sebe. Všiml si toho Baretski. Nabídl Laleovi, že Gitě může napsat dopis a on jí ho doručí. Lale souhlasil, v dopise se představil, napsal odkud je a požádal ji, aby příští neděli přišla k administrativní budově. Druhý den ráno přinesl Baretski od Gity dopis s odpovědí. Gita o sobě také napsala pár vět a souhlasila, že v neděli přijde. 
V neděli se Lale s Gitou na chvíli setkal. Gita mu prozradila své jméno, které zatím nevěděl. Domluvili se, že se další neděli setkají zase. Takto se každou neděli na chvíli začali scházet.
Uběhlo několik týdnů a přicházela zima. Na stavbách v táboře pracovali lidé v civilních šatech, kteří po práci vždy zase odešli. Lalea zajímalo, kdo tito lidé jsou a se dvěma z nich se seznámil. Jmenovali se Viktor a Jurij. Viktor nabídl Laleovi klobásu, kterou si přinesl k obědu a slíbil, že mu příště zase přinese nějaké jídlo. Lale se mu za to chtěl odvděčit, proto se domluvil se dvěma dívkami, které pracovaly na Kanadě, že jim a ostatním vězňům sežene nějaké jídlo, když se pokusí z Kanady donést nějaké šperky nebo peníze. Dívkám se dařilo přinášet velké množství různých cenností. Lale si je schovával ve svém pokoji pod postelí a postupně je vyměňoval za jídlo a další potřebné věci.
Další neděli čekal Lale opět na Gitu na dvoře, ale ta se neukázala. Od její kamarádky se dozvěděl, že je nemocná, má tyfus. Laleovi se podařilo pro Gitu sehnat léky a také novou, lepší práci v administrativní budově. Mohli se tak spolu vídat častěji, postupem času se do sebe oba zamilovali. 
Bylo léto roku 1944. Po schůzce s Gitou se Lale vracel do svého pokoje, kde spatřil dva esesáky, kteří stáli nad jeho postelí plné šperků a peněz. Lale byl odveden k výslechu k oberscharführerovi Houstekovi, který od něj chtěl jména vězňů, od kterých získal šperky. Lale nic neprozradil, byl proto zavřen do temné cely v trestných blocích a mučen. Ani poté však Lale nikoho neudal. Zázrakem se dostal z vězení a byl odvezen zpět do Březinky, kde mu byla přidělena nová těžká práce, přenášení balvanů. 
S pomocí Gitiny kamarádky dostal Lale zpátky místo tatéra. Opět se tedy mohl scházet s jeho milovanou Gitou. Dlouhé dny trávili spolu nebo alespoň myšlenkami na sebe. Práce Laleovi neubývala, spíše naopak. Vlaky přivážely každý týden tisíce nových vězňů. 
V únoru roku 1945 probudil Lalea velký rozruch, vyběhl na dvůr a spatřil, jak Gitu a její kamarádky odvádí k hlavní bráně. Na pochodu z Osvětimi se podaří Gitě utéct a schovat se u jedné polské rodiny. Poté, co se Němci stáhli a do vesnice přišli ruští vojáci, se Gitě povede dostat do Bratislavy, kde se setkává se svými dvěma bratry. 
Lale byl z Osvětimi odvezen druhý den ráno, kdy se připletl do davu a byl vtlačen do vagónu. Vlak zastavil v koncentračním táboře Mauthausen v Rakousku. Z tábora se mu podařilo utéct, po cestě potkal ruské vojáky a chvíli pracoval pro jednoho důstojníka. Odtud se mu povedlo vlakem dostat do Bratislavy a poté do rodných Krompach, kde se setkává se svou sestrou. 
Zanedlouho se Lale vydal hledat Gitu, ale nevěděl odkud pocházela. Vydal se proto zpět do Bratislavy, kam mířili všichni Slováci, kteří se vraceli z koncentračních táborů. Dva týdny se Lale potuloval po nádraží a každé ženy, která přijela, se vyptával, zda Gitu nezná. 
Jednoho dne šla Gita po hlavní ulici, když tu Lalea zahlédla. „Ahoj,“ řekla. Lale padl na kolena a požádal Gitu o ruku. Řekla ano. Poté se pevně objali a políbili.

## Okolnosti vzniku knihy
Autorka knihy Heather Morrisová se s Lalem Sokolovem setkala poprvé v roce 2003. Lale ji pověřil sepsáním jeho příběhu. Trvalo velmi dlouho, než se jeho příběh dostal na světlo. Lale o tom nechtěl mluvit, dokud byla jeho žena Gita na živu. Společně se na tom domluvili.
Heather Morrisové trvalo přibližně devět nebo deset měsíců, než vyslechla Laleův příběh. Ze začátku Lale vyprávěl svůj příběh spíše fakticky, to se ale změnilo za několik měsíců, kdy jeho psi dali najevo, že Heather je dobrý člověk. Poté se jeho způsob vyprávění změnil, začal autorce více důvěřovat, a tak vyšla i tato kniha v této podobě.

## Styl knihy
Tato kniha je klasifikována jako fikce, nikoli biografie. Lale si totiž nemohl vzpomenout na některá jména lidí, kteří s ním v Osvětimi byli. Autorka chtěla, aby tato kniha byla příběh lásky, odvahy, naděje a přežití. Spoustu hororových okamžiků, které ji Lale vyprávěl proto vynechala. 
Příběh je vyprávěn v er-formě. Kniha je rozdělena na 28 kapitol. Obsahuje epilog, prolog, dovětek, ve kterém autorka popisuje, jak probíhaly rozhovory s Lalem, když kniha vznikala a také doslov, který napsal syn Gity a Lalea. V knize také najdeme další informace o tom, co se stalo s některými postavami po válce. Zajímavostí je na konci knihy mapa Evropy z let 1942-1945 a koncentračního tábora Osvětim II.-Březinka, ve kterém se příběh odehrává. 

## Přijetí knihy
Na tuto knihu jsou velmi rozporuplné názory. Na serveru Databáze knih.cz má toto dílo hodnocení 80 %. Dana Poláčková zde tuto knihu hodnotí 21 %, podle ní je příběh plytký a vysoce nevěrohodný, kniha není nijak čtivá a situace se opakují pořád dokola. Naopak Šárka Vyhlídalová hodnotí tuto knihu 100 % slovy: „Velice silný příběh, který mě chytil za srdce. Smutné a krásné zároveň. Chvilkami jsem i neudržela slzy.“
Podle výzkumného centra Muzea a památníku v Auschwitz-Birkenau obsahuje kniha zavádějící informace a je zde celá řada faktických chyb. Heather Morrisová tuto zprávu komentuje slovy, že „napsala příběh o holocaustu, ne příběh holocaustu“. Již v dřívějších rozhovorech uvádí, že nepsala historickou literaturu faktu.